# Johannes H.F. Umbgrove
Johannes Herman Frederik Umbgrove, inaczej Jan Umbgrove (ur. 5 lutego 1899 w Hulsbergu, Limburgia, zm. 14 czerwca 1954 w Wassenaar) – holenderski geolog zajmujący się naukami o Ziemi (Earth sciences), w tym m.in. geologią dynamiczną, paleontologią, stratygrafią; autor fundamentalnej w tej dziedzinie książki „The Pulse of the Earth”.

## Życiorys
Geologię studiował w studiował w starym holenderskim Uniwersytecie w Lejdzie, gdzie uzyskał stopień doktora w roku 1926. Kolejne 3 lata spędził w Indonezji, pracując w Geological Survey of Bandung; zainteresował się geologią tego regionu. W 1930 r. otrzymał stanowisko profesora geologii w Technische Universiteit Delft (TU Delft). W roku 1942 wydał pierwszą książkę „Pulse of the Earth” („Tętno Ziemi”), która przyniosła mu międzynarodową sławę. O jego ostatniej książce – wydanej w 1950 r. „Symphony of the Earth” – Th. Klompé napisał w Indonesian Journal for Natural Science, że jest naukowym testamentem autora; zawiera nie tylko opis stanu wiedzy na temat dynamiki Ziemi, ale wskazuje też kierunki dalszych badań.
J.H.F. Umbgrove był członkiem Hollandsche Maatschappij van Wetenschappen (holenderskie towarzystwo naukowe) i Koninklijke Nederlandsche Academie van Wetenschappen (Królewska Holenderska Akademia Nauk), honorowym członkiem New York Academy of Sciences i Royal Society of Edinburgh oraz członkiem korespondentem Societé Géologique de Belgique i Geological Society of America.

## Publikacje naukowe
J.H.F. Umbgrove jest autorem lub współautorem wielu publikacji, spośród których – poza „The Pulse of the Earth” (wyd. 1947 i 1971) – wymieniane są np.:
- Report on Plistocene and Pliocene corals from Ceram, wyd. J.H. Debussy, Amsterdam 1924 (ang.),
- Mollusken aus dem Neogen von Atjeh in Sumatra. Ueber einige Juvaviten von Ceram (Molukken). Het genus Pellatispira in het Indo-Pacifische gebied (współautorzy: Karl Martin, J. Wanner), Landsdrukkerij, Weltevreden 1928 (niem., nl, ang.),
- De koraalriffen in de Baai van Batavia, wyd. Weltevreden, Landsdrukkerij 1928 i Bandung 1928 (tematyka: rafy koralowe i wyspy Indonezji; nl)
- De Koraalriffen der Duizend-Eilanden (Java-Zee), Bandung 1929 (język holenderski, ang.),
- Anthozoa van N.O. Borneo, Bandoeng 1929 (nl, ang.),
- Leven en materie (życie i materia), wyd. Nijhoff 1943 i 1946 (nl),
- Structural hisopiniatory of the East Indies, Cambridge University Press, Cambridge 1949 (ang.),
- Problèmes d'évolution, wyd. Hermann, Paris 1954–1955 fr.

## Upamiętnienie
Książki „Pulse of the Earth” i „Symphony of the Earth” stały się źródłem inspiracji dla pokoleń geologów z całego świata. Na jego cześć serię wykładów, prowadzonych od roku 2000 w Uniwersytecie w Utrechcie przez liderów w swoich dziedzinach naukowych, nazwano „Umbgrove Lectures”.
Tjeerd H. van Andel napisał na jego temat w rozdziale swojej książki „Nowe spojrzenie na starą planetę” (1997), zatytułowanym „Tętno Ziemi”:

Dawno temu, w trudnych latach 1939–1945, a częściowo podczas pobytu w hitlerowskim więzieniu, wielki geolog holenderski, J.H.F. Umbgrowe, napisał zapładniającą książkę pod tytułem, który zapożyczyłem powyżej, książkę o rytmach, które dostrzegał w dziejach Ziemi. Skromne zdanie otwierające tę książkę «W tomie niniejszym omawiane będą problemy będące przedmiotem powszechnego zainteresowania, związane z fizyczną historią Ziemi», nie oddaje we właściwy sposób jej zawartości, która wywołała do dziś jeszcze nie ucichły spór dotyczący Ziemi.